# Моріс Добб
Моріс Добб (англ. Maurice Dobb; 24 липня 1900, м. Лондон, Велика Британія — 17 серпня 1976, м. Кембридж) — британський економіст Кембриджського університету та член Триніті-коледжу в Кембриджі. Його пам'ятають як одного з найвидатніших марксистських економістів 20 століття. В економічній науці відомий дослідженнями неокласичної економічної теорії з точки зору марксизму. У коло наукових інтересів входили проблеми планування товарного виробництва і ринку, історія економіки після Другої світової війни, проблеми економіки країн, що розвиваються.

## Біографія
Добб народився в Лондоні і був прийнятий в Пембрук-коледж у Кембриджі в 1919 році, як студент історії. На першому курсі він перейшов на економіку. Після двох років навчання в Лондонській школі економіки, займаючи наукову посаду та працюючи на докторською дисертацією, у 1924 році він повернувся в Кембридж, щоб стати професором у своєму колишньому коледжі.
Чутки, суперечки при розлученні з першою дружиною Філліс (з якою він одружився в 1923 році) та прихильність до марксизму сприяли тому, що він втратив студентів та деякі права в коледжі. Потім Добб став членом Триніті-коледжу і таким чином підтримував свої зв'язки з коледжем протягом 50 років. Він отримав вищу освіту лише в 1959 році.
У 1920 році Добб вступив до комуністичної партії, а в 1930-х роках він був однією з центральних фігур університетського комуністичного руху. Одним з новобранців був Кім Філбі, який згодом став агентом англійської розвідки.
У 1931 році Добб одружився з Барбарою Маріан Ніксою, і на відміну від свого першого шлюбу залишився з Ніксою на все життя. Вона ніколи не претендувала на себе як комуністка, але була активним членом Лейбористської партії і займала місце в раді округу Лондона, займаючись акторською кар'єрою.

## Кар'єра
Добб був обраний членом Триніті-коледжу в Кембриджі в 1948 р. Тоді ж він розпочав спільну роботу з П'єро Сраффа, збираючи вибрані твори та листи Девіда Рікардо. Результат цих зусиль був зрештою опублікований в одинадцяти томах. Він отримав читацьку аудиторію університету лише в 1959 році. Протягом своєї кар'єри він видав дванадцять академічних книг, понад двадцять чотири брошури та численні статті, призначені для широкої аудиторії. Він часто писав про політичну економію, встановлюючи зв'язок між соціальним контекстом та проблемами в суспільстві та тим, як це впливає на ринковий обмін. «Економічні відносини людей визначають соціальні об'єднання людей», — сказав він у своєму класі марксистської політичної економії. Добб вважав, що капіталістична система створює класи, а разом із класом приходить і класова війна. Після поїздки 1925 року до Росії з Кейнсом, Добб трохи утримався від своїх інтересів політичного конфлікту; він прославився довгими і нудними лекціями з меншою кількістю слухачів у кожному класі.
Інші посади, які займав Добб близько 1928 року, включають викладання в літній школі, виконання обов'язків голови економічного факультету Комуністичної партії Великої Британії та навіть сприяння створенню власної кінокомпанії партії. 

## Економічна думка
Добб був економістом, головним завданням якого було тлумачення неокласичної теорії з марксистської точки зору. Він брав участь у дебатах щодо економічного обліку в умовах соціалізму, зокрема критикував ринкові моделі, засновані на капіталістично-ринковій економіці, соціалістично-плановій економіці або ринково-соціалістичних ідеях, заснованих на неокласичній рівновазі. Добб критикував Оскара Ланге та його ринкову соціалістичну модель, а також внески «неокласичних» соціалістів за їх «звуження точки зору на біржові відносини». Добб досить критично ставився до маржиналістичної думки і в рамках неокласичної економіки.
Згодом Добб заявив, що уподобання та рівень задоволеності людини сильно залежать від її багатства. Іншими словами, їх гранична корисність визначається їх витратною спроможністю. За словами Добба, ця витратна сила була розподілом багатства, і лише це могло змінити ціни, оскільки ціна залежала від того, скільки хтось витратить на це. Тому він стверджував, що індивідуальна поведінка не може впливати на ціни, оскільки існує багато інших факторів, таких як робоча сила та витратна сила, які можуть впливати на них. Для Добба центральні економічні виклики для соціалізму пов'язані з виробництвом та інвестиціями в їх динамічних аспектах. Він визначив три основні переваги планової економіки: попередня координація, зовнішні ефекти та змінні в плануванні.

## Публікації
- Капіталістичне підприємництво та соціальний прогрес, 1925 рік
- Російський економічний розвиток після революції. Допомагав ХК Стівенс. Лондон: G.Routledge & Sons, 1928.
- Заробітна плата, 1928 рік
- «Скептичний погляд на теорію заробітної плати», 1929, Економічний журнал.
- Росія сьогодні і завтра, 1930, The Hogarth Press
- Про марксизм сьогодні, 1932 р., Преса Хогарта
- «Економічна теорія та проблеми соціалістичної економіки». Економічний журнал . 43 (172): 588—598. Грудень 1933 р. Doi : 10.2307 / 2224505
- Політекономія та капіталізм: Деякі нариси в економічній традиції, 1937.
- Радянське планування та праця в умовах миру та війни: чотири дослідження. Лондон: Джордж Рутледж і сини, 1942.
- «Як працюють радянські профспілки». Сан-Франциско: Міжнародний книжковий магазин, nd [1942]. —Листівка.
- Маркс як економіст: нарис. Лондон: Лоуренс і Вішарт, 1943.
- Радянська економіка та війна. Нью-Йорк: Міжнародні видавці, 1943.
- Дослідження розвитку капіталізму, 1946 рік
- Радянський економічний розвиток З 1917, 1948
- Відповідь (на статтю Пола Свізі про перехід від феодалізму до капіталізму), 1950, Наука та суспільство.
- Деякі аспекти економічного розвитку, 1951
- Про економічну теорію та соціалізм: Збірник статей. Лондон: Рутледж і Кеган Пол, 1955.
- Нарис економічного зростання та планування, 1960
- Економічне зростання та слаборозвинені країни. Нью-Йорк: Міжнародні видавці, 1963.
- Доклади про капіталізм, розвиток та планування, 1967
- Економіка добробуту та економіка соціалізму, 1969
- «Система Шраффи і критика неокласичної теорії розподілу», 1970, Де Економіст
- Соціалістичне планування: деякі проблеми. 1970 рік
- Теорії вартості та розподілу з часів Адама Сміта: Ідеологія та економічна теорія. Лондон: Cambridge University Press, 1973.
- «Деякі історичні роздуми про планування та ринок», в Чимен Абрамський (ред.), « Нариси на честь Е. Х. Карра», Лондон, «Macmillan Press», 1974.
- Нарис економічного зростання та планування. Лондон: Routledge & Kegan Paul, 1976.
- Розвиток соціалістичної економічної думки: вибрані нариси. Лондон: Лоуренс і Вішарт, 2008.